# Berneuil-sur-Aisne
Berneuil-sur-Aisne is een gemeente in het Franse departement Oise (regio Hauts-de-France). De plaats maakt deel uit van het arrondissement Compiègne. Berneuil-sur-Aisne telde op 1 januari 2022 937 inwoners.

## Geografie
De oppervlakte van Berneuil-sur-Aisne bedroeg op 1 januari 2022 10,61 vierkante kilometer; de bevolkingsdichtheid was toen 88,3 inwoners per km².

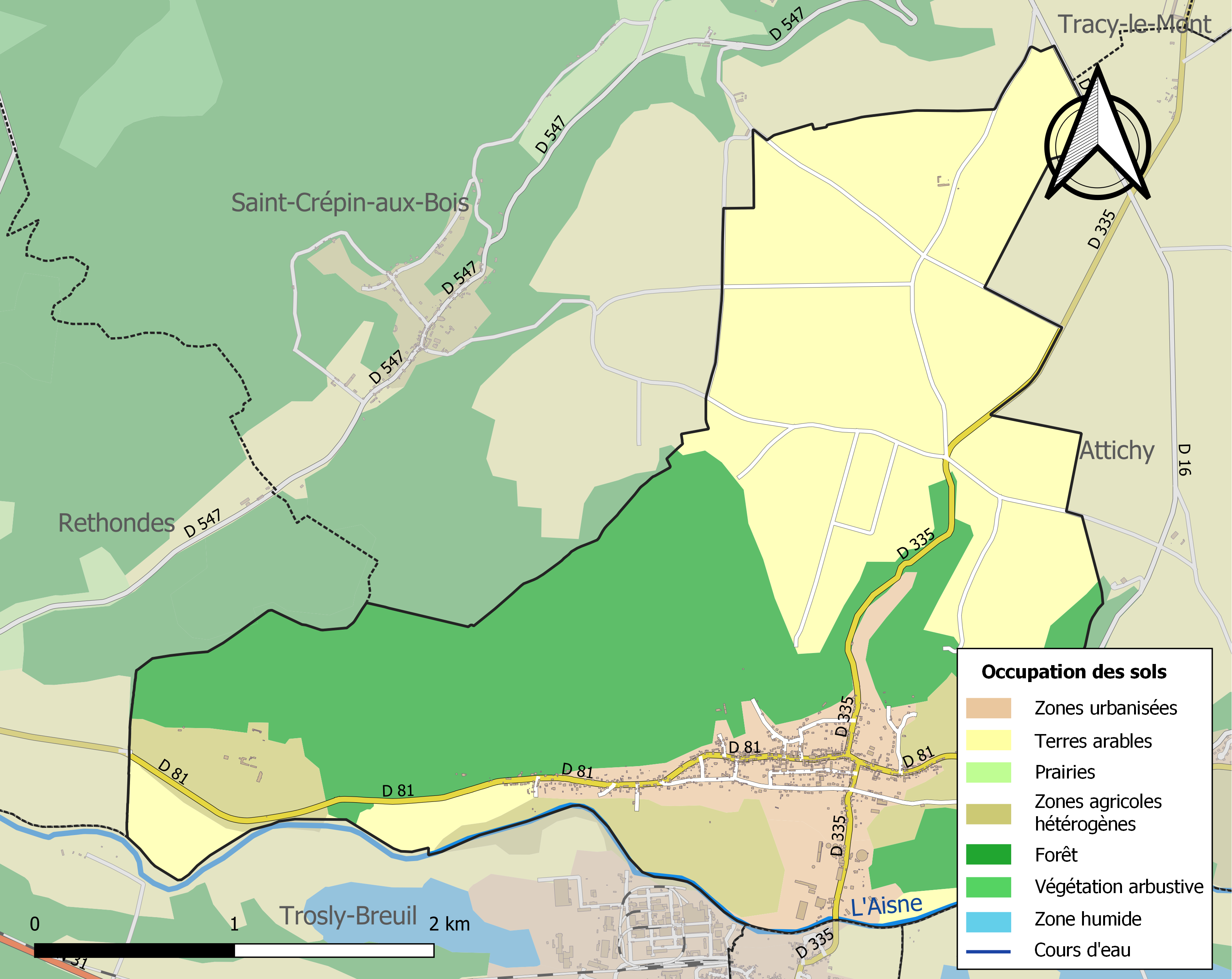
Kaart van de gemeente met belangrijkste infrastructuur, bodemgebruik en omliggende gemeenten

## Demografie
Onderstaande figuur toont het verloop van het inwonertal (bron: INSEE-tellingen).